# Pietro Martire Ponzone
Pietro Martire Ponzone (Cremona, ... – Novara, 19 novembre 1592) è stato un vescovo cattolico italiano.

## Biografia
Nacque a Cremona in data sconosciuta e lì iniziò i propri studi e intraprese la carriera ecclesiastica.
Venne eletto alla sede episcopale di Novara l'8 febbraio 1591 e divenne in seguito consigliere del Ducato di Milano e senatore sotto il governo di Filippo II.
Morì a Novara il 19 novembre 1592.